# Wax Simulacra
Wax Simulacra är en Grammy award-vinnande singel från albumet The Bedlam in Goliath av The Mars Volta. Singeln debuterade den 18 november 2007 på San Francisco's Live 105 FM. Den hade tidigare spelats live av bandet under namnet "Idle Tooth." B-sidan "Pulled to Bits" är en cover av en Siouxsie & the Banshees-låt.
Den 20 november 2008 kunde låten laddas ned i iTunes Store och Zune Marketplace. Den 17 januari 2008 spelades den live i den amerikanska showen Late Show with David Letterman där flera av Mars Volta-medlemmarna hade spelat förut under namnet At the Drive-In . Den 22 januari 2009 var låten med i MTV Live. 
Låten fick en Grammy för "Best Hard-Rock Performence"

## Låtar
1. "Wax Simulacra" - 2:40
2. "Pulled to Bits" - 3:33